# Gmina Knjaževac
Gmina Knjaževac (serb. Opština Knjaževac / Општина Књажевац) – gmina w Serbii, w okręgu zajeczarskim. W 2018 roku liczyła 27 921 mieszkańców.